# Deleproctophylla dusmeti
Deleproctophylla dusmeti är en insektsart som först beskrevs av Navás 1914.  Deleproctophylla dusmeti ingår i släktet Deleproctophylla och familjen fjärilsländor. Inga underarter finns listade i Catalogue of Life.